# SŽ serija 312/317
SŽ serija 312/317 je serija elektromotornih potniških garnitur Slovenskih železnic znamke Siemens Desiro (EMG 312 SR 31E), izdelanih med letoma 2000 in 2002. Slovenske železnice imajo v lasti 30 tovrstnih garnitur, od katerih je 10 dvočlenih (podserije 312-0xx) in 20 tročlenih (podserije 312-1xx, sredinski člen nosi oznako 317). Vozijo po vseh slovenskih elektrificiranih progah kot lokalni in regionalni vlaki, uporablja pa se jih tudi kot nadomestne garniture ob izpadu garnitur Pendolino serije SŽ 310/316.

## Zgodovina
Pogodba s podjetjem Siemens Mobility (takratnim Siemens Transportation Systems) za nakup garnitur v vrednosti 18 milijard tolarjev (okoli 80 milijonov evrov) je bila sklenjena maja 1998. Prvi vlaki te serije so bili dobavljeni septembra 2000, zadnji pa je na slovenske tire prispel julija 2002. Prvi dve vozili sta bili v celoti izdelani v Nemčiji in Avstriji, preostala pa so iz v Avstriji izdelanih košev dokončali v mariborskem podjetju TVT Nova. Ob nakupu je bilo mišljeno, da bodo garniture serije 312 popolnoma zamenjale vlake serije 311/315 (gomulke), vendar je nekaj le-teh ostalo v prometu še do leta 2021.
Prva revizija garnitur serije 312 se je začela v maju leta 2008; tedaj so bile med drugim predelane preglasne klimatske naprave in vgrajeni števci energije. Naslednja, velika revizija je bila opravljena med septembrom 2016 in aprilom 2019. Poleg tehničnih izboljšav so bile novost protigrafitne folije za preprostejše odstranjevanje grafitov z vozil.
- SŽ 312/317 na Zidanem Mostu
- Dvočlena garnitura
- Notranjost